# Rathkea antarctica
Rathkea antarctica is een hydroïdpoliep uit de familie Rathkeidae. De poliep komt uit het geslacht Rathkea. Rathkea antarctica werd in 1971 voor het eerst wetenschappelijk beschreven door Uchida. 